# Alima Soura
Alima Soura (* 28. April 1984) ist eine ehemalige Leichtathletin aus Burkina Faso, die sich auf den 100-Meter-Hürdenlauf spezialisiert hat. 2004 gewann sie bei den Afrikameisterschaften in Brazzaville die Bronzemedaille.

## Sportliche Laufbahn
Alima Soura gewann 2004 bei den Afrikameisterschaften in Brazzaville in 14,38 s die Bronzemedaille über 100 m Hürden hinter Rosa Rakotozafy aus Madagaskar und der Kamerunerin Carole Kaboud Mebam. 2009 schied sie bei den Spielen der Frankophonie in Beirut mit 14,08 s im Vorlauf aus.
In den Jahren von 2004 bis 2006 sowie 2009, 2010 und 2013 wurde Soura burkinische Meisterin im 100-Meter-Hürdenlauf.